# Swin Cash
Swintayla Marie "Swin" Cash Canal (nascuda el 22 de setembre de 1979) és una jugadora de bàsquet professional retirada que va jugar professionalment en el Women's National Basketball Association (WNBA). Un prolífica anotadora i rebotejadora, així com una gran defensora, que va ajudar a dirigir l'equip femení de bàsquet de la Universitat de Connecticut als títols nacionals en 2000 i 2002. En la seva segona temporada de la WNBA, va liderar els Detroit Shock al seu primer títol de la WNBA i va guanyar les tres darreres edicions del Shooting Stars. En 2015, va ser nomenada analista d'estudi per MSG Networks cobrint els pre-jocs dels New York Knicks i els post-jocs, així com el setmanari d'entrenadors. En 2017, Cash va ser nomenada la directora de desenvolupament de la franquícia per al New York Liberty.